# Bjørn Skaare
Bjørn "Botta" Skaare, född 29 oktober 1958 och död i en bilolycka 21 juni 1989 var en norsk ishockeyspelare. Han spelade först i det norska laget Furuset IF, och tilldelades Gullpucken 1983. Han spelade för Detroit Red Wings från USA i proffsligan NHL.

## Klubbar
- Furuset IF
- Färjestad
- Kansas City Red Wings (farmarlag)
- Detroit Red Wings (1 match)
- Klagenfurt
- Tulsa Oilers  i "the Central Hockey League "
- Bergen/Djerv